# Eubulo (martire)
Eubulo o Eubolo (III secolo – Cesarea marittima, 7 marzo 309) è stato martine cristiano, giustiziano durante le persecuzioni di Diocleziano e venerato come santo dalla Chiesa cattolica.

## Agiografia e culto
Insieme ad Adriano, nel 309 Eubulo si recò a Cesarea marittima per unirsi alla comunità cristiana locale. Fermati all'ingresso della città, i due furono interrogati sul motivo della loro visita ed Eubulo e Adriano risposero con sincerità, professando la propria fede cristiana. I due furono quindi condannati alla "Damnatio ad bestias". Adriano fu giustiziato il 5 marzo e due giorni dopo la stessa sorte toccò ad Eubulo. Gli fu offerta la salvezza in cambio di sacrifici agli dei pagani, ma Eubulo rifiutò e subì il martirio, venendo sbranato dai leoni e poi finito con una spada.